# Lacmellea oblongata
Lacmellea oblongata är en oleanderväxtart som beskrevs av Markgr.. Lacmellea oblongata ingår i släktet Lacmellea och familjen oleanderväxter. Inga underarter finns listade i Catalogue of Life.